# Great Wall Airlines
Great Wall Airlines is een Chinese vrachtluchtvaartmaatschappij met haar thuisbasis in Shanghai.

## Geschiedenis
Great Wall Airlines werd opgericht in 2005 als een joint venture tussen Singapore Airlines, de China Great Wall Industry Corporation en Dahlia Investments. Na een start op 1 juni 2006 werden alle vluchten gestaakt op 18 augustus 2006 door sancties van de Verenigde Staten over vermeende levering van raketten aan Iran door mede-eigenaar China Great Wall Industry. Na verkoop van de aandelen van deze maatschappij aan Beijing Aerospace Satellite werden de sancties opgeheven en kon in januari 2007 weer gestart worden met vliegen.

## Diensten
Great Wall Airlines voerde in januari 2010 lijnvluchten uit naar:
- Amsterdam
- Anchorage
- Atlanta
- Chennai
- Chicago
- Manchester
- Milaan
- Peking
- Seoel
- Shanghai
- Tianjin

## Vloot

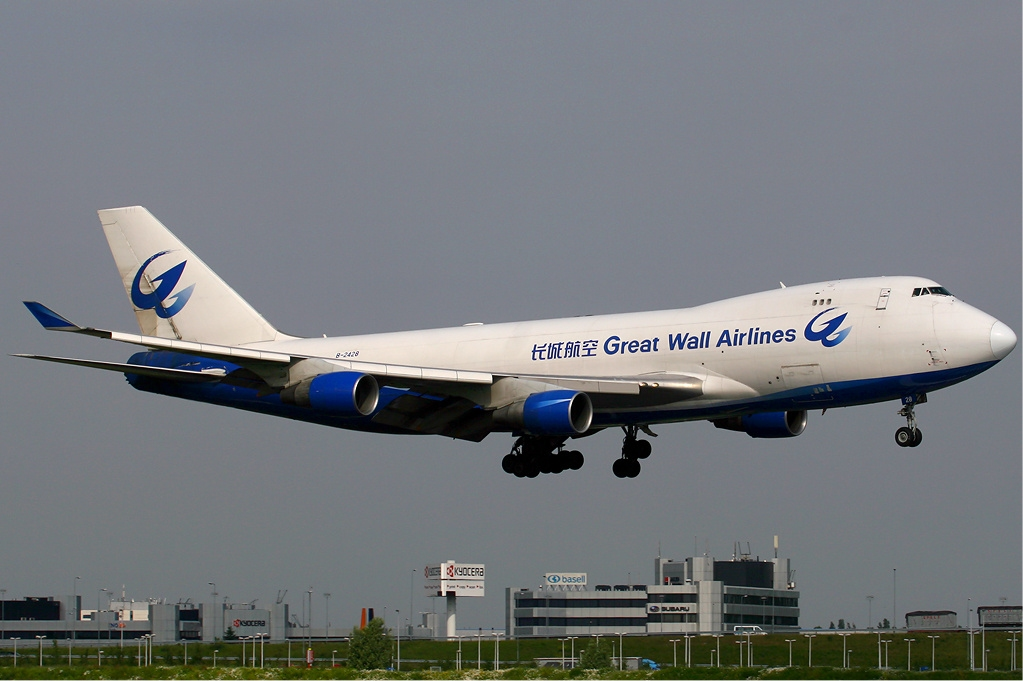
Boeing 747-400 van Great Wall Airlines

De vloot van Great Wall Airlines bestond in januari 2009 uit:
- 3 Boeing 747-400-F
- 1 Boeing 747-400-BCF